# Xã Post, Quận Allamakee, Iowa
Xã Post (tiếng Anh: Post Township) là một xã thuộc quận Allamakee, tiểu bang Iowa, Hoa Kỳ. Năm 2010, dân số của xã này là 2.221 người.